# Национален младежки комитет на ВМРО
Вижте пояснителната страница за други значения на ВМРО.
Националният младежки комитет /НМК/ на ПП „ВМРО – Българско национално движение“ е създаден през есента на 2001 г. в гр. Троян като структура, която обединява младежките организации от цялата страна. От 2004 г. НМК е официалната национална младежка организация на ПП „ВМРО – Българско национално движение“.
Председател на Националния младежки комитет на ВМРО е Христо Иванов.

## Цели
- Да подпомага съхраняването и развитието на българските духовни и културни традиции;[3]
- Да подпомага съхраняването на националните ценности и историческата памет, както и на българската природа; [4]

- Да работи за възпитаването на младите българи навсякъде по света в дух на родолюбие, да насърчава самоуважението и чувството им за отговорност;[5]

- Да работи за развитието на българската книжовност и да насърчава повишаването на образоваността на младите българи.[6]

## Дейности
- Организиране на обсъждания, кръгли маси и конференции;[7]
- Организиране на изложби;[8]
- Организиране на митинги, шествия, концерти;[9]
- Издаване на книги, периодични издания, мултимедия, брошури, листовки и др.;[10]
- Организиране на посещения на музеи, паметници, исторически местности;[11]
- Организиране на туристически походи;[12]
- Сътрудничество и съвместни дейности с други български организации;[13]
- Сътрудничество и съвместни дейности с чуждестранни организации.[14]

## Предлагани образователни мерки
- Утвърждаване на единни и ясни критерии за всички учебници и учебни помагала;[15]
- По-широко застъпване и утвърждаване на интерактивните методи на обучение;[16]
- Насърчаване на самоорганизирането на младежите в групи и клубове;[17]
- Увеличаване на популярността на националните олимпиади и организирането на други състезателни мероприятия, които насърчават мотивацията за по-добри постижения;[18]
- Въвеждане на обучение по гражданска отбрана.[19]